# Biblioteka Narodowa Kolumbii
Biblioteka Narodowa Kolumbii (hiszp. Biblioteca Nacional de Colombia) – biblioteka narodowa w Bogocie w Kolumbii. Biblioteka podlega Kolumbijskiemu Ministerstwu Kultury.

## Historia
Za datę powstania Biblioteki Narodowej Kolumbii przyjmuje się rok 1777, gdy wicekról Manuel De Guirior założył pierwszą bibliotekę w Bogocie. Przekazał do niej książki skonfiskowane jezuitom, którzy w 1767 roku rozkazem króla Karola III Hiszpańskiego zostali wydaleni ze wszystkich królestw imperium hiszpańskiego. W 1822 roku wicekról Francisco de Paula Santander wydaje dekret na mocy którego następuje reorganizacja biblioteki. Zostaje ona przeniesiona do Colegio de San Bartolomé, otrzymuje  swoją obecną nazwę i zostają powiększone jej zbiory. 25 marca 1834 roku zostaje uchwalona pierwsza ustawa o egzemplarzu obowiązkowym, która nakazuje drukarniom przesyłanie do biblioteki wszystkich wydawnictw drukowanych w kraju.

## Budynek
Do lat 30. XX wieku biblioteka mieściła się w budynku Las Aulas, który obecnie jest wykorzystywany przez Muzeum Sztuki Kolonialnej. W czerwcu 1932 roku Alberto Wills Ferro zaproponował budowę nowego budynku dla biblioteki. Plany przygotował po zapoznaniu się z funkcjonowaniem Biblioteki Kongresu w Waszyngtonie i współczesnych mu bibliotek niemieckich. Miał to być budynek z jednej strony tradycyjny, a z drugiej z nowoczesnymi magazynami i czytelniami. Zaproponował budowę w centralnej części budynku dużego hallu ze szklanym dachem. Plany z niewielkimi zmianami zostały zatwierdzone przez Dyrekcję Budynków Narodowych (Dirección de Edificios Nacionales). Budowę rozpoczęto 2 maja 1933 roku. 20 lipca 1938 roku nowa siedziba Biblioteki Narodowej została otwarta. W 1978 roku budynek został przebudowany przez Jacquesa Mosseri. Budynek ma 4 piętra. Na pierwszym piętrze znajdują się czytelnie ogólne, sale wystawowe, muzyczne, katalogi i inne. Na drugim piętrze znalazło się archiwum, a na trzecim i czwartym piętrze magazyny i pomieszczenia administracyjne.

## Zbiory

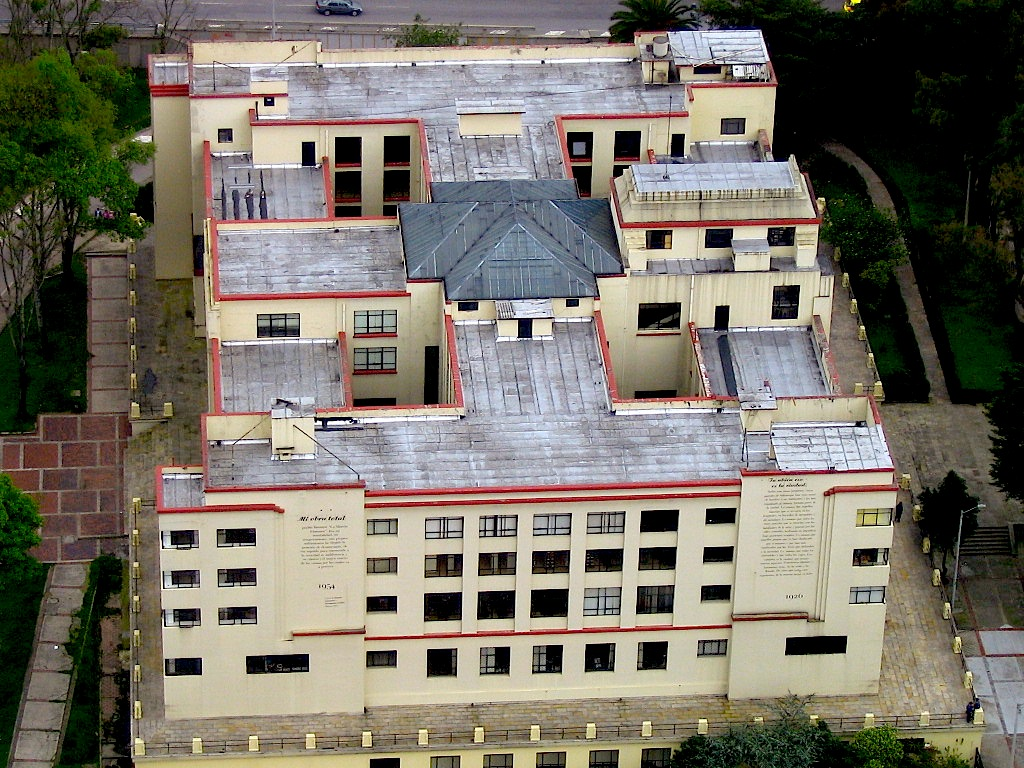
Biblioteka Narodowa z góry

Zgodnie z ustawą z 1993 roku wydawcy książek, materiałów audiowizualnych mają obowiązek przekazania w ciągu 60 dni roboczych bezpłatnie do bibliotek określonej liczby kopii, niezależnie od tego, czy zostały wydrukowane na terytorium Kolumbii czy importowane. Niewywiązanie się z obowiązku jest zagrożone karą w wysokości dziesięciokrotności każdej kopii.
- W przypadku dzieł drukowanych jest to 5 egzemplarzy, z których dwa należy przekazać do Biblioteki Narodowej Kolumbii; po jednym egzemplarzu dla Biblioteki Kongresu Republiki Kolumbii (Biblioteca del Congreso de la República de Colombia), Biblioteki Centralnej Narodowego Uniwersytetu Kolumbii,  i biblioteki lokalnej (departamentalnej). W przypadku wydawnictw artystycznych w nakładzie poniżej 100 egzemplarzy wydawca jest zwolniony z obowiązku przekazywania egzemplarza obowiązkowego, ale gdy nakład jest wyższy (500 egz.) powinien dostarczyć tylko 1 egzemplarz do biblioteki narodowej[5].
- W przypadku utworów audiowizualnych i audio, a także publikacji z importu wydawca przekazuje 1 egzemplarz do Biblioteki Narodowej[4].

W 2009 roku podjęto decyzję o rozpoczęciu digitalizacji zbiorów. W 2017 roku biblioteka posiadała 3 100 000 woluminów zbiorów drukowanych i cyfrowych.
Biblioteka ma w zbiorach około 1, 5 mln egzemplarzy gazet i czasopism, w tym 3 tytuły z XVIII wieku.